# Xya nigripennis
Xya nigripennis är en insektsart som först beskrevs av Lucien Chopard 1936.  Xya nigripennis ingår i släktet Xya och familjen Tridactylidae. Inga underarter finns listade i Catalogue of Life.